# Uvarus venustulus
Uvarus venustulus är en skalbaggsart som först beskrevs av Gschwendtner 1933.  Uvarus venustulus ingår i släktet Uvarus och familjen dykare. Inga underarter finns listade i Catalogue of Life.